# T-34坦克
T-34坦克（俄語：T-34 Средний танк），是一款蘇聯於二戰前研發的中型坦克。由哈尔科夫莫洛佐夫机械制造厂供应。至二戰結束時，主要型号T-34/76和T-34/85坦克的總產量就超過了4万輛，是二戰中產量最大的坦克:60，也是二战期间苏联钢铁洪流的主要组成部分。T-34坦克出現時納粹德国缺乏有效對付的武器，而它的76毫米火炮卻能輕鬆擊穿同時期德軍的主力坦克。它的出現對納粹德國造成了很強的衝擊，進而使納粹德國加快了豹式坦克的研發。隨着德軍對坦克的升級改造，加上虎式坦克和豹式坦克等坦克陆续投入戰場，T-34的優勢逐漸喪失。爲了應對發生變化的戰場環境，蘇聯將T-34/76坦克進行了火力上的升級，爲其裝上一門85毫米火炮，這種的T-34坦克稱爲T-34/85坦克。二戰後也僅有T-54/55坦克的產量超越了T-34坦克。T-34坦克还擁有爲數眾多的衍生型號，如SU-85、SU-100驅逐戰車，以及SU-122突擊炮等，T-34的炮塔有二個艙蓋。
二戰後，蘇聯在很長的一段時間內都沒有停止T-34坦克的生產，還將T-34坦克的部分生產線移到了自己的衛星國中。北朝鮮、中華人民共和國、北越、埃及等國家都曾接收過蘇聯的T-34坦克，其中部分國家還對T-34坦克進行過改造。T-34坦克活躍於冷戰前期的軍事衝突中。六日戰爭後，T-34坦克逐漸淡出人們的視野，但一些第三世界國家時至今日都仍在使用T-34坦克。雖然T-34坦克乘員拥有舒適性差、製造粗糙等缺陷，但這並不影響許多將領及學者對T-34坦克作出的評價。T-34坦克對後世的坦克設計有着深遠而持久的影響。蘇聯於冷戰期間研發的一系列主戰坦克都在某種程度上繼承了T-34坦克的部分設計思路。

## 歷史

### 早期的原型車

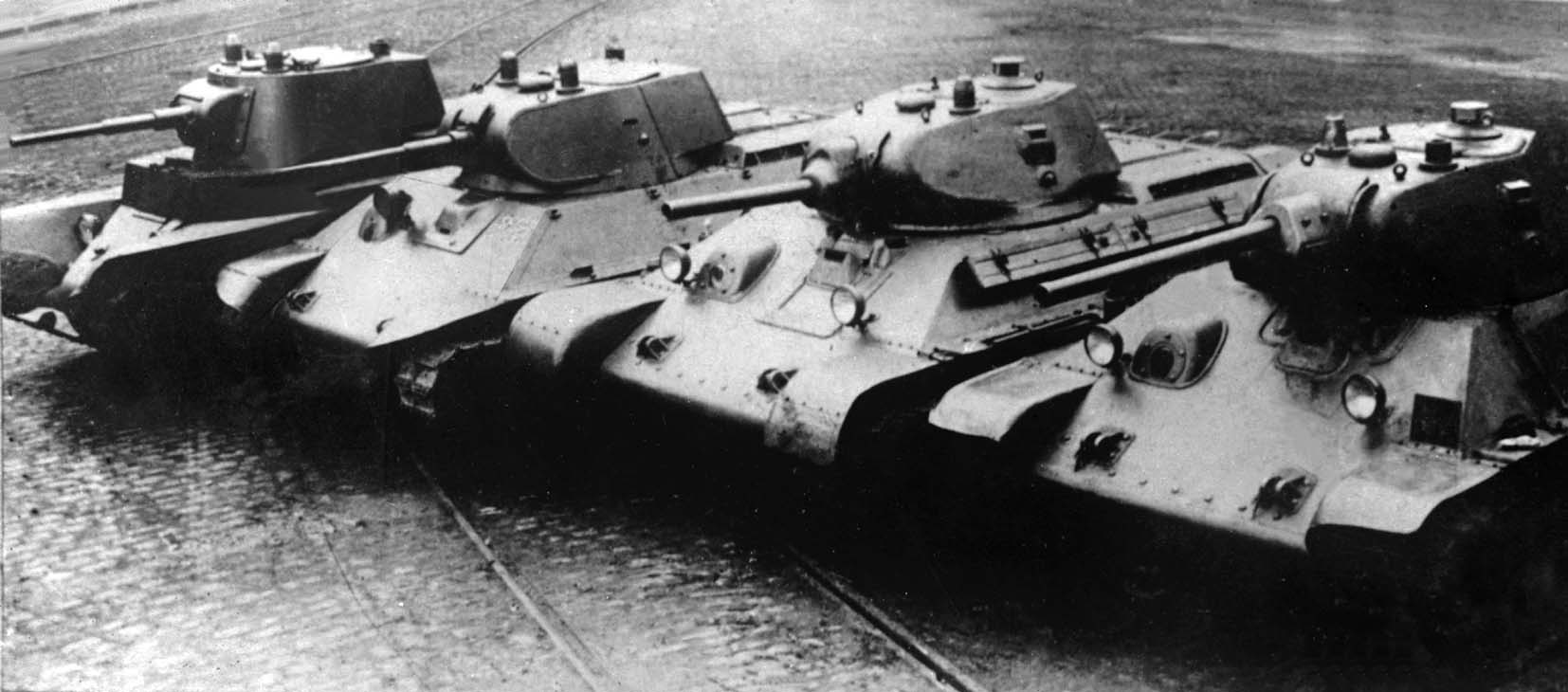
由左至右，BT-7M、A-20、T-34/76M1940、T-34/76M1941

在西班牙內戰中，蘇聯的BT坦克和T-26坦克表現並不突出，因為它們常常會被反坦克武器所擊毀。西班牙內戰後，蘇聯裝甲部隊理事會主席巴普洛夫就斷言，作战车辆的裝甲防護脆弱將會爲未來的蘇聯紅軍的機械化部隊帶來災難性的後果。因此，他建議蘇聯紅軍開發一種新型的戰車。:94
爲此，在1938年至1939年期間，先後有三種設計計劃被批准，這三種設計計劃分別是A-20、A-30和A-32。其中，A-20坦克安裝了45毫米火炮，並使用了輪履兩用式行走裝置。但終因裝甲和火力薄弱而被淘汰。而A-30坦克則因爲坦克無法承受住76.2毫米火炮的後坐力加之炮塔過小造成乘員不能很方便的操作火炮而被淘汰。最終，蘇聯選中了A-32坦克，並將其進一步發展爲T-34坦克。這三種設計除了A-32曾經少量投產過之外，其餘均僅停留在原型車階段。:94-97

### T-34坦克

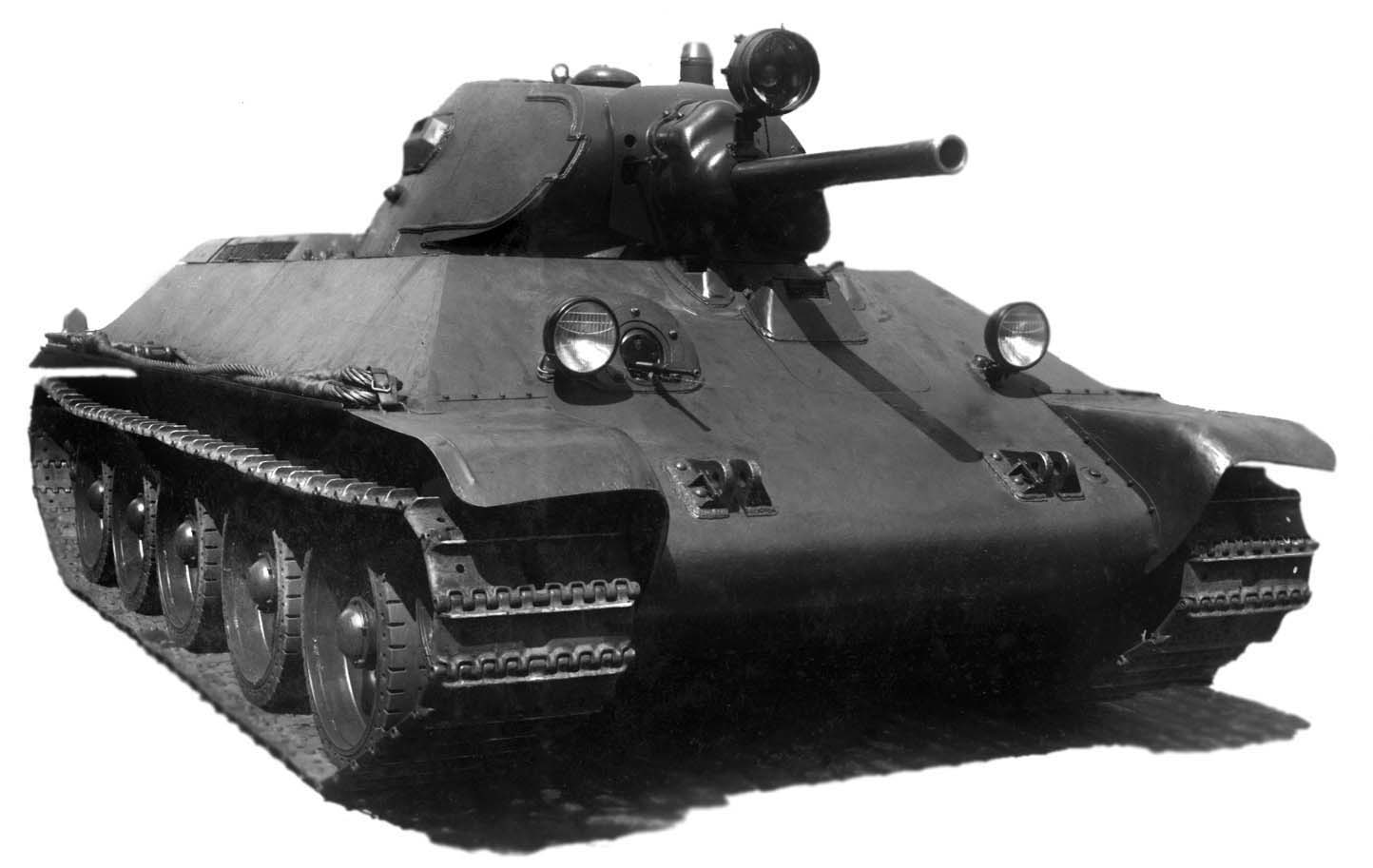
T-34原型A-32

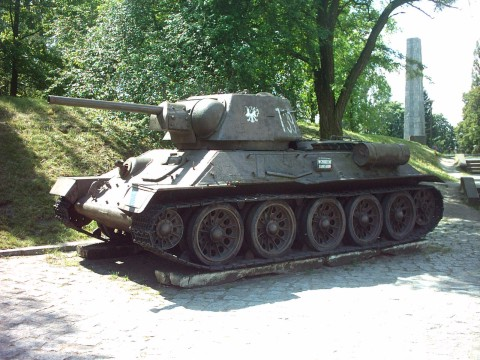
早期型的T-34/76

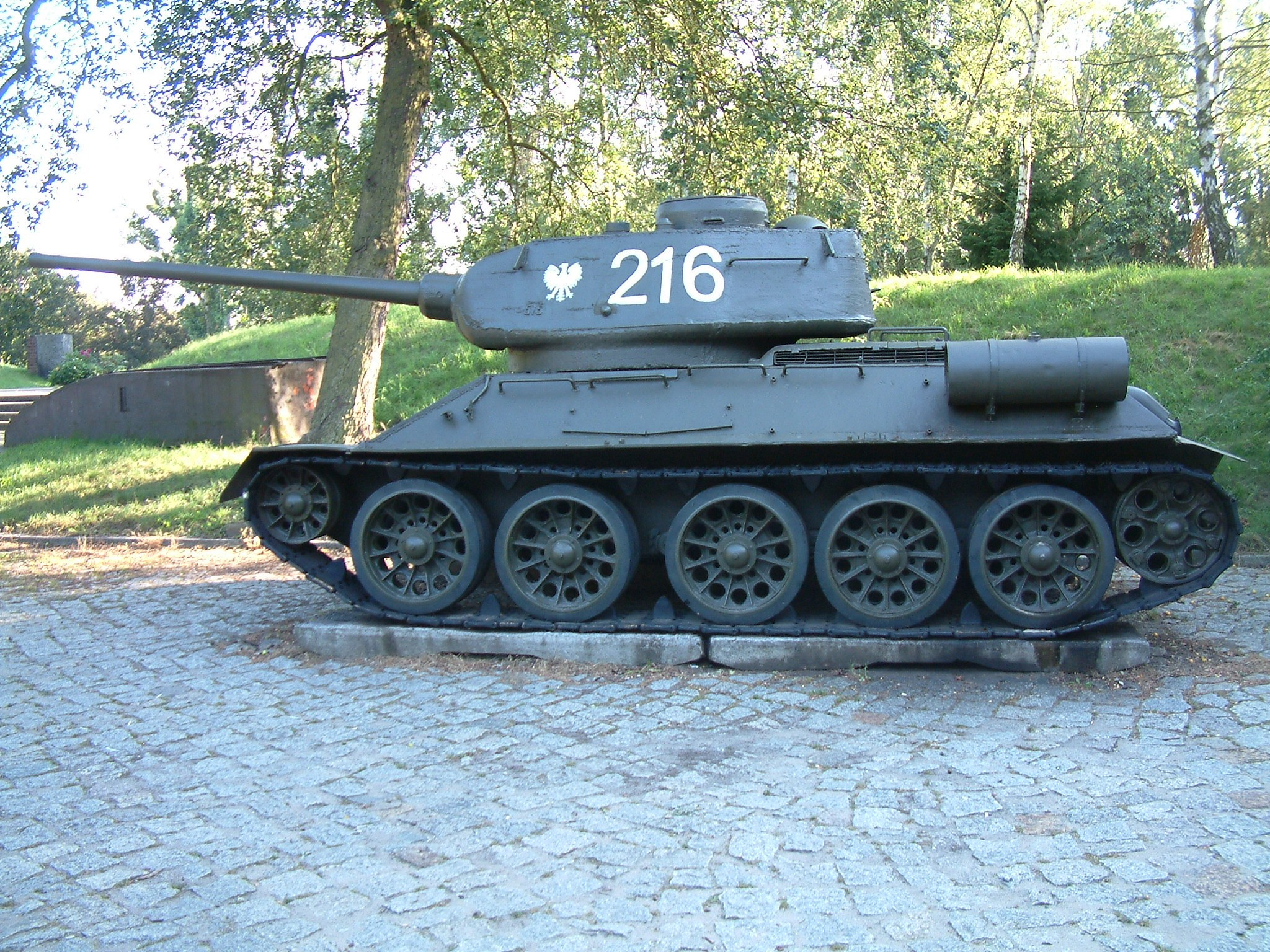
後期型的T-34/85

在1939年12月19日的一次會議中，米哈伊爾·伊里奇·科什金向斯大林建議，在不明顯影響機動力和綜合性能的情況下，對A-32坦克進行武器升級。斯大林最終接受了他的建議，同意了製造這種坦克的計劃。因爲當時歐戰已經爆發，所以蘇聯人民委員會防禦委員會要求中型工業委員會在1940年时生產出200輛這種坦克。在科什金早些時候的建議下，這款坦克被命名爲「T-34」坦克，以紀念蘇聯1934年發佈的大規模發展裝甲軍法令。:99-100
按照要求，T-34坦克需要採用比A-32坦克更厚的裝甲，更加強力的火炮以及更加可靠的傳動裝置。莫洛佐夫領導的設計小組爲了解決這些問題花費了不少時間和精力。最終，在1940年1月，蘇聯生產出了兩輛T-34坦克的原型車。科什金爲了測試這款坦克，率部將原型車從卡爾可夫/哈尔科夫一路開到莫斯科。隨後，這兩輛原型車又被送到冬季戰爭的前線。但是，在這兩輛原型車抵達之前戰事就已經結束。不過，科什金和他的設計組還是在芬蘭透過用T-34原型車的火炮轟擊已爲蘇軍所佔領的碉堡來展示T-34坦克武器系統的威力。隨後，T-34坦克的原型車又在明斯克、基輔、卡爾可夫接受了進一步的測試。最終，T-34坦克的原型車的圖樣設計工作於1940年6月完成。第一批T-34坦克同年9月下線。:100:5-6
因爲德國入侵的原因，蘇聯不得不將軍事工業移至烏拉爾、伏爾加河、東西伯利亞及中亞一帶。其中，T-34坦克的生產線被轉移到了下塔吉克河地區。在此地區，T-34坦克的生產工作主要交給婦女、老人和十來歲的青少年。這些工人的生活條件很差，有時候必須要自己種莊稼才能餬口。:117:17
後來，爲了使T-34坦克的生產簡化，蘇聯人又爲T-34坦克設計出一種生產工藝更加簡單的鑄造炮塔。一部分T-34 1940年型和T-34 1941年型裝備了這種炮塔。而T-34 1942年型的生產工藝則進一步簡化。就拿火炮來說，T-34 1942年型的火炮共有614個部件，而稍早時候生產的T-34 1941年型的戰車炮則由861個部件組成。另外，作爲蘇聯人不斷簡化生產工藝的結果，1942年T-34坦克的生產成本由上一年（1941年）的26萬盧布降低到19.3萬盧布。:118

### T-34/85坦克
隨着二戰的進行，德軍開始將諸如豹式坦克、虎式坦克這樣裝備有重型裝甲的坦克投入戰爭中。而蘇聯的T-34/76坦克所裝備的76毫米火炮對付這些坦克時難免顯得疲軟。而且，T-34/76坦克的雙人炮塔的作戰效率並不高（在雙人炮塔裏車長要在負責指揮的同時爲主炮裝填炮彈，简易的光学潜望镜视界不及德军坦克，缺乏无线电设备难以与其它坦克及空军和炮兵协调）。因此，蘇聯人決定對T-34坦克進行升級。這款坦克安裝了一個三人炮塔，主炮是KV-85坦克上的85毫米火炮。這門火炮是改裝自蘇聯的M-1939型防空炮，其炮口初速度可達797米/秒，有机会在200米距离擊穿虎式坦克和豹式坦克的前裝甲。:125:5

## 生產
T-34的簡約設計使得它成爲了一種易於生產的坦克，即使是不太熟練的工人也能參與到T-34坦克的生產中。T-34坦克的部分配件與KV-1坦克通用。投產後的一系列技術改進使得T-34坦克更加易於生產，也更加便宜。1942年，生產一輛T-34坦克僅需要3700工時、花費193,000盧布，而在1941年則需要耗費8000個工時，並花費269,500盧布:41。
1940年6月完成生产图纸，随在共产国际机车工厂（183厂）大批量生产。1940年内完成115辆，参见苏芬战争检验，但未能来得及参加战斗。1940年底，研制成功铸造炮塔，由马里乌波尔冶金工厂与哈尔科夫共产国际机车工厂联合制造.
至1941年6月22日苏德战争爆发，共生产了1225辆，大大超过了同期德国Ⅳ号坦克的数量。1941年6月22日在白俄罗斯格罗德诺首次参战，迫使德国应急改造其坦克：三号坦克改装长身管50毫米炮，四号坦克改装长身管的75毫米炮，开始研制五号豹式坦克和六号虎式坦克。至莫斯科会战爆发前，总计1853辆T-34交付部队使用。
苏德战争爆发后，蘇聯不得不將大规模向大后方烏拉爾、伏爾加河、東西伯利亞及中亞疏散其西部地区的工业、畜牧业。T-34坦克的生產線也隨重工業一起向東轉移。1941年9月17日位于哈尔科夫的共产国际机车工厂（183厂）开始向乌拉尔下塔吉尔迁入乌拉尔捷尔任斯基车辆制造厂，最后一列（第43列）疏散列车于1941年10月19日抵达下塔吉尔，12月第一条生产线准备完毕，12月底通过总装从哈尔科夫带来的部件交付部队25辆T-34。1942年初该厂恢复全面生产。1942年4月，该厂坦克产量已经超过了战前水平。1942年6至7月，183厂开始采用新的辐条式带胶缘负重轮。1942年183厂是T-34产量最大的厂。战争期间该厂共生产了25 000辆T-34坦克。
列宁格勒185厂及设计局迁入鄂木斯克运输机械制造厂(174厂)，1942年3月才开始生产该坦克至1946年，总产量6900辆。
捷尔任斯基命名的斯大林格勒拖拉机厂战争爆发后即开始转产T-34坦克，直至1942年8、9月斯大林格勒会战毁为废墟。
原来位于列宁格勒的基洛夫工厂（100厂）1941年6月25日疏散到车里雅宾斯克拖拉机厂（178厂），以及一同疏散到车里雅宾斯克的发动机生产厂（如75厂），因此车里雅宾斯克被称为坦克城（Tankgrad）。车里雅宾斯克拖拉机厂于1941年末开始生产T-34部件，1942年8月从生产重型坦克改产T-34坦克整车，1944年3月停止生产T-34。
位于斯维尔德洛夫斯克市的乌拉尔重型机器制造厂（第9厂）从1941年秋开始生产车体，随后开始生产铸造炮塔，1942年4月开始为其他总装厂提供组装好的车体或炮塔，1942年7月28日生产整车。1942年10月为扩大产能利用10000吨级水压机生产锻造炮塔（与人们长期的认知相反，这种炮塔抗弹性能不如铸造的六角炮塔。锻造装甲的厚度只有约20mm），供自己和车里雅宾斯克拖拉机厂生产T-34，到1944年3月，生产了不少于2670个。1943年秋转产基于T-34底盘的自行火炮。
高尔基市的红色索尔莫沃造船厂（112厂）从1941年起一直生产T-34坦克。
1941年，使用的是71-TK-3型车载电台，有效通信距离18千米.1942年，使用9R系列（22千米）、9RS（28千米）。T-34/85安装10-RT-26电台（7~20千米）。车内通话设备，型号演变：TPU-2、TPU-3R、TPU-3bis-F、TPU-ZR系列、TPU-47。至1943年夏75%的坦克装备了电台，到了1944年，电台装备率达到100%。
1940年9月至1945年6月，苏联总共生产了53000辆T-34坦克和5000辆以T-34坦克作为底盘的中型自行火炮。1941年、1942年苏联分别生产了3014辆、12500辆T-34坦克。工人們在惡劣的環境下生產T-34坦克，他們需要忍受極低的氣溫，完成繁重的工作，而且由于乌克兰的产粮区被德国占领，工人所得到的配給口糧不僅少，而且質量極差。工人甚至需要靠自己種植莊稼才可以勉強餬口。青壮年男性都上了前线，生產T-34坦克的，大多是婦女、老人，以及未成年人。使用非熟練工大量生產T-34坦克也不是沒有代價的——後期生產的T-34較爲粗糙，未安裝部分精密設備，甚至有部分T-34坦克品質上存在問題:117:47-49。
苏联T-34/85坦克的生产一直持续到1948年。捷克斯洛伐克、波兰从1951年开始分别生产了3185辆、1380辆至1958年与1955年。

## 性能

### 整體設計

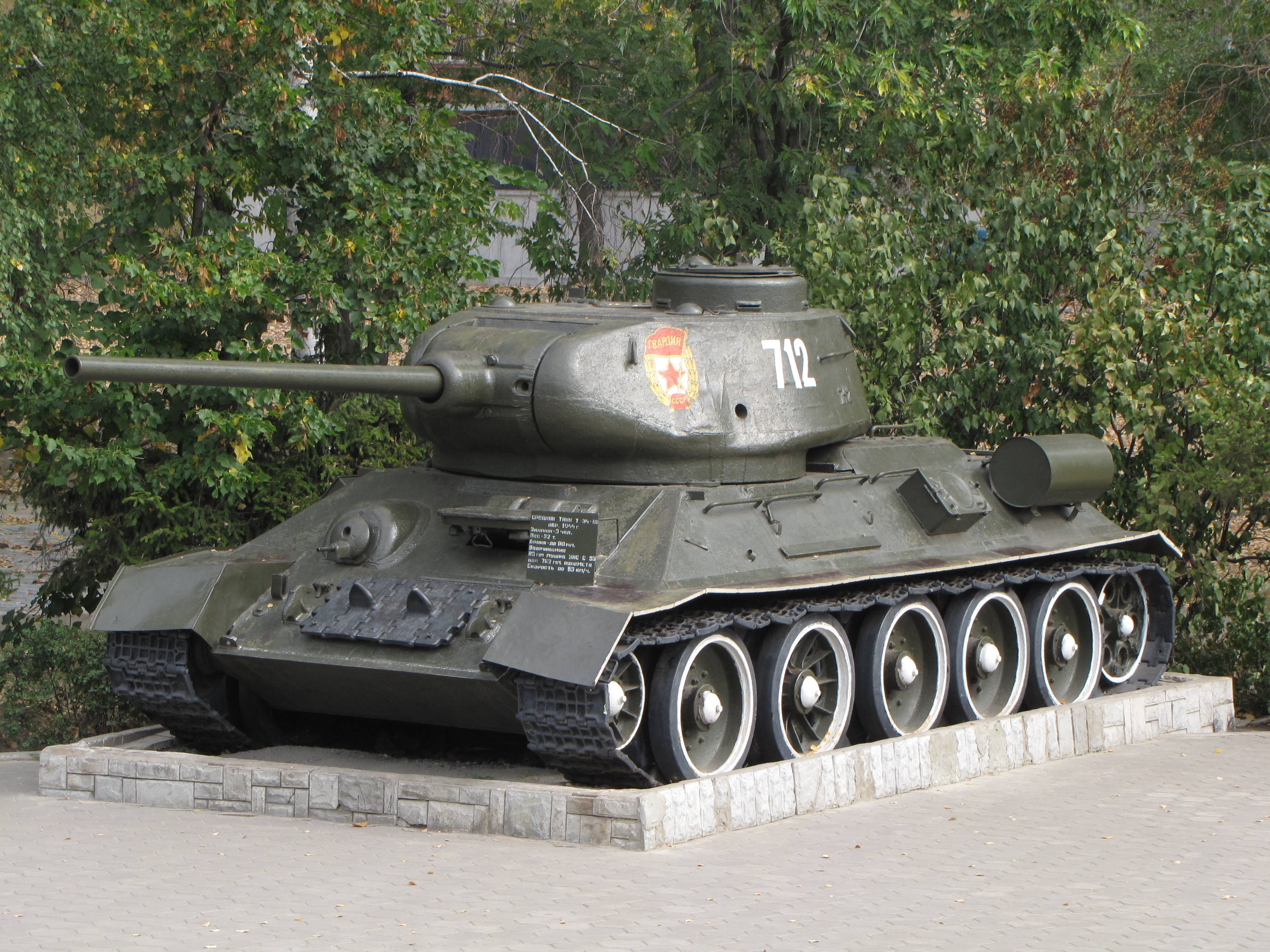
T-34/85坦克

T-34戰車可被分成配備76.2毫米口徑主炮的T-34/76和85毫米口徑主炮的T-34/85，其設計是在BT系列戰車的基礎上發展出來，尤其採用克里斯蒂懸掛和傾斜裝甲(32度傾斜角，車首裝甲厚度47mm，等同94mm的等效厚度），這也影響了德軍的豹式坦克的設計，T-34的動力是採用V-2-34型V型12缸柴油發動機，較不易燃的柴油作為燃料。而且驅動履帶的驅動輪也和動力艙一樣在車尾，這可省略把發動機動力傳送至前方駕駛艙的傳動軸（當時其他國家的坦克皆是驅動輪在前方）而可減低車身高度，由於在冬季戰爭的教訓，T-34採用了較為寛闊的履帶（約50公分）而令它較不易陷入積雪、爛泥土路當中。T-34/76採用雙人炮塔，車長除了對外搜索敵人和指揮之外還要負責兼任炮手，作戰效率因此較低，故T-34/85把炮塔重新設計而成為三人炮塔（車長、炮手和裝填手），因此作戰時效率提升，相比起德軍坦克，T-34各項細部設計皆較為簡單粗糙，坦克兵在使用時較為不舒適，但好處是易於大量生產。

### 武器
早期生產的T-34 1940年型安裝的是短身管型的76.2毫米L-11 1938年型火炮，其身管長爲30.5倍徑。後來，一個名叫「格拉賓」的設計組找到了一種更好的名爲「F-32」的火炮。這種火炮最初是裝在KV-1上的，但在1940年底，該設計組的一名設計師穆拉維耶夫（英語：P.Muraviev）對F-32火炮加以改進後研發出了可供T-34坦克使用的F-34式火炮，其身管長度爲42倍徑。首批安裝F-34式火炮的T-34坦克（即T-34 1941年型）於1941年2月下線。:110
F-34式火炮如發射BR-350P式硬芯穿甲彈（APCR）的話，能在500米的距離上擊穿92毫米的裝甲——這足以對付1941-1942年間德軍的三號坦克和四號坦克。通常，一輛T-34/76坦克能攜帶77發炮彈，而T-34 1943年型則可以攜帶100發炮彈。其中，在車體側翼裝填手腳部的位置上有3發常備彈，在車長旁邊的車體內壁上會有6發常備彈。而其它彈藥則儲存於車體內的一個用氯丁橡膠製的墊子蓋住的艙板內。不過，如果要取用彈藥的話，丟在底板上的橡膠墊子難免會影響車組乘員的作戰效率:113-114
而爲對付虎式坦克和豹式坦克這樣的重型坦克，蘇聯人從1943年起開始爲T-34坦克換裝85毫米火炮，即T-34/85坦克。其安裝的85毫米ZIS-53型長管火炮穿透力與破壞力比起原來的76毫米火炮有了極大的提升。:113-114
首批T-34 1940年型坦克的炮塔後部裝有一挺DP機槍，其有效射程可達800米，射速可達600發/分鐘（爲防止卡殼或槍管過熱通常限制在125發/分鐘）。這挺機槍使用單獨的光学瞄準鏡。:113-114

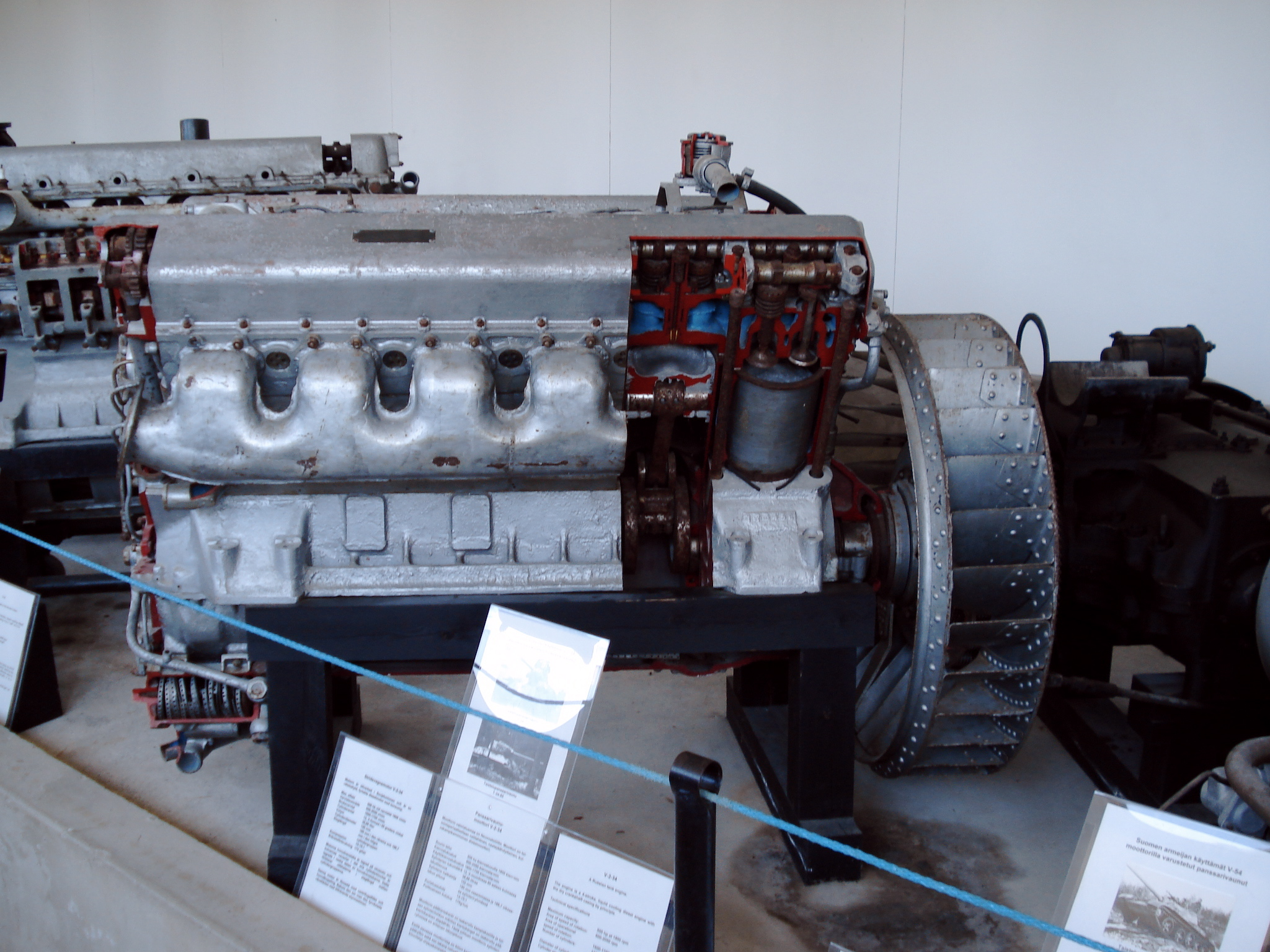
T-34的V2柴油發動機

### 機動

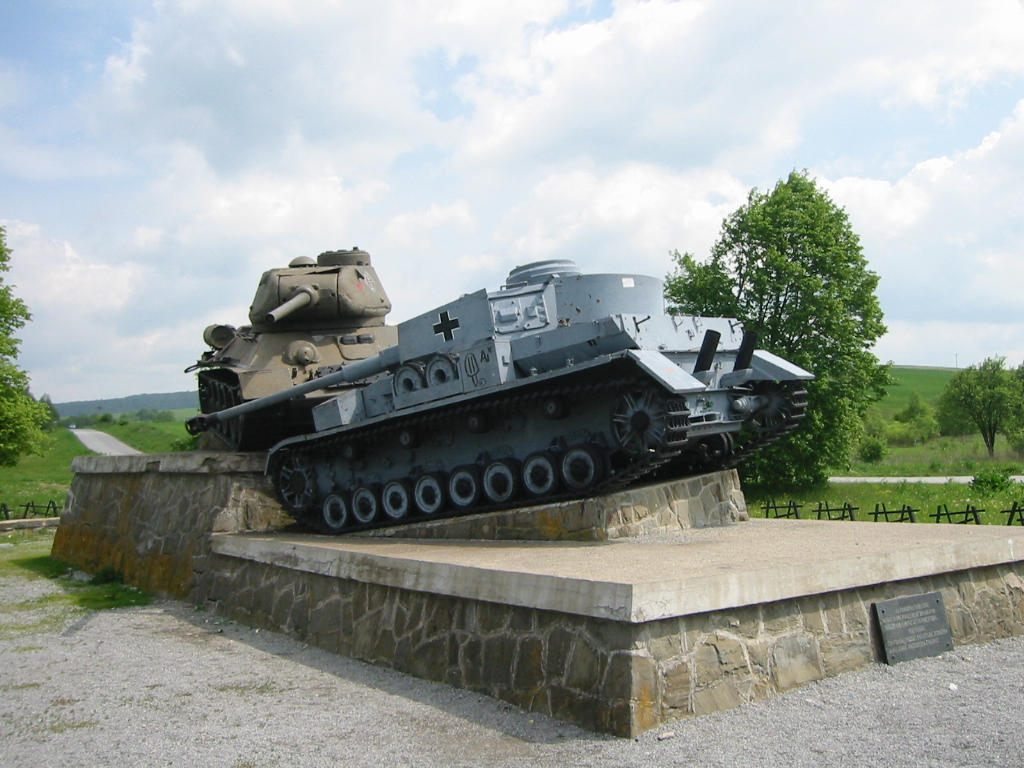
蘇軍的T-34坦克和德軍的四號坦克相比，可以很明顯看出T-34坦克的履帶要寬得多，這使得其對地壓強得以減小。

T-34坦克由一臺500匹（合330千瓦）的V-2-34型V型12缸柴油機提供動力。其最大時速可達50千米/小時。另外，T-34的爬坡角度上限最高為40度。:14同時，該坦克還安裝了克里斯蒂懸掛裝置，這一懸掛系統使得T-34即使是在崎嶇不平的道路上也能保持高速行駛。其擁有5對大輪，在第二、三輪間留有空隙。每一個車輪都有獨立的懸掛設備。爲了減少受到攻擊的機率，動力鏈輪安裝在後部。因爲採用寬履帶的原因，其對地壓強得以減小，竝且使得其可以輕鬆地穿過泥濘地和雪地。另外，T-34坦克固定履帶銷的方法也非常巧妙——雖然沒有固定設施，但是，在車體兩側的後部裝有彎曲的滑動板——它可以使得通過它的履帶銷立即被擋回原位。:100-101

### 防護
T-34坦克的車體裝備全傾斜式裝甲。裝甲採用焊接連接，其材質爲均質軋鋼板。其前裝甲和側裝甲厚達45毫米，後裝甲厚達40毫米，頂部裝甲則爲20毫米。:100-101

### 其它
T-34坦克最初採用焊接炮塔，但後來卻改爲更容易生產的鑄造炮塔。駕駛員可以通過前面的駕駛窗進入坦克。
T-34坦克的駕駛系統由兩個操縱桿、一個離合器和配套的腳踏板組成。因爲变速器和傳動轮后置，离驾驶座距離較远，这两部分以传动杆和液压管连接，駕駛員在操作坦克時需要花費更大的力氣，且时有故障发生。爲了解決可能發生的控制器卡住的問題，T-34坦克的駕駛員常常會帶上一個木槌。如果控制器卡住了，駕駛員就可以用它來敲擊控制器讓它得以重新動起來。另外，坦克還配有兩瓶壓縮空氣，用來在寒冷天氣下啓動坦克。:105
T-34坦克最初並未配有無線電臺。蘇軍裝甲兵最初僅能用旗語進行交流。不過，1941年開始，連指揮車和少量的排指揮車搭載了一臺71-TK-3式無線電臺。從1942年蘇軍開始大量引入9R式無線電臺開始，情況進一步得到好轉。9R式無線電臺的理論通信範圍爲24公里，在移動中則是8公里。1943年，大部分的T-34坦克都裝上了無線電台。:105

### 優勢
T-34的造價低廉且易於生產。雖然在1941年一輛T-34坦克的造價爲269500盧布和8000工時，但是在兩年內就下降到了193000盧布和3700工時，後來甚至低至135000盧布和3000工時。而且零件容易組裝，一般沒有機械工程知識的婦女和兒童，甚至是傷兵和老人也能投入生產。:268
T-34坦克的裝甲在蘇德戰爭初期很難被德軍擊穿。在虎式坦克和豹式坦克登場以前，裝上長身管75mm炮的四號坦克和装上长身管的50mm三號坦克是德軍中能擊穿T-34裝甲的坦克。:33

### 缺陷
德國有記錄稱，T-34坦克尋找目標和開火的速度很慢，德國人可以在T-34坦克開火一次的時間內用他們自己的坦克開火三次；但會造成這種結果更可能的原因是，蘇軍T-34上最多只有指揮車裝有雙向語音無線電(甚至連指揮車可能都沒有)，因此T-34的各戰車協調能力極差。另一種原因是T-34放置砲彈的位置不佳，虎式的砲彈位置放在砲塔，但T-34的位置在車底，填裝手在發射出砲彈後從砲塔爬到車底拿取砲彈，相對花上不少時間。:40
雖然設計上是非常優秀的戰車，但要快速生產的原因，T-34坦克的製造品質並不高，以致沒有辦法發揮百分百的功效。比如，T-34坦克上裝甲板的焊接工藝就較差，駕駛座的車窗玻璃品質粗糙有些還有氣泡。氣泡導致T-34鑄造裝甲板理論厚度沒辦法發揮（相較於德軍的表面硬化裝甲板）:100-101此外，相比德軍，蘇軍坦克在戰爭前期的配合能力很差，大多數是沒有戰鬥經驗的新兵，且多數戰車乘員都是沒有滿員的狀態，戰車性能也降低許多。:105

## 服役

### 蘇聯、德國和芬蘭

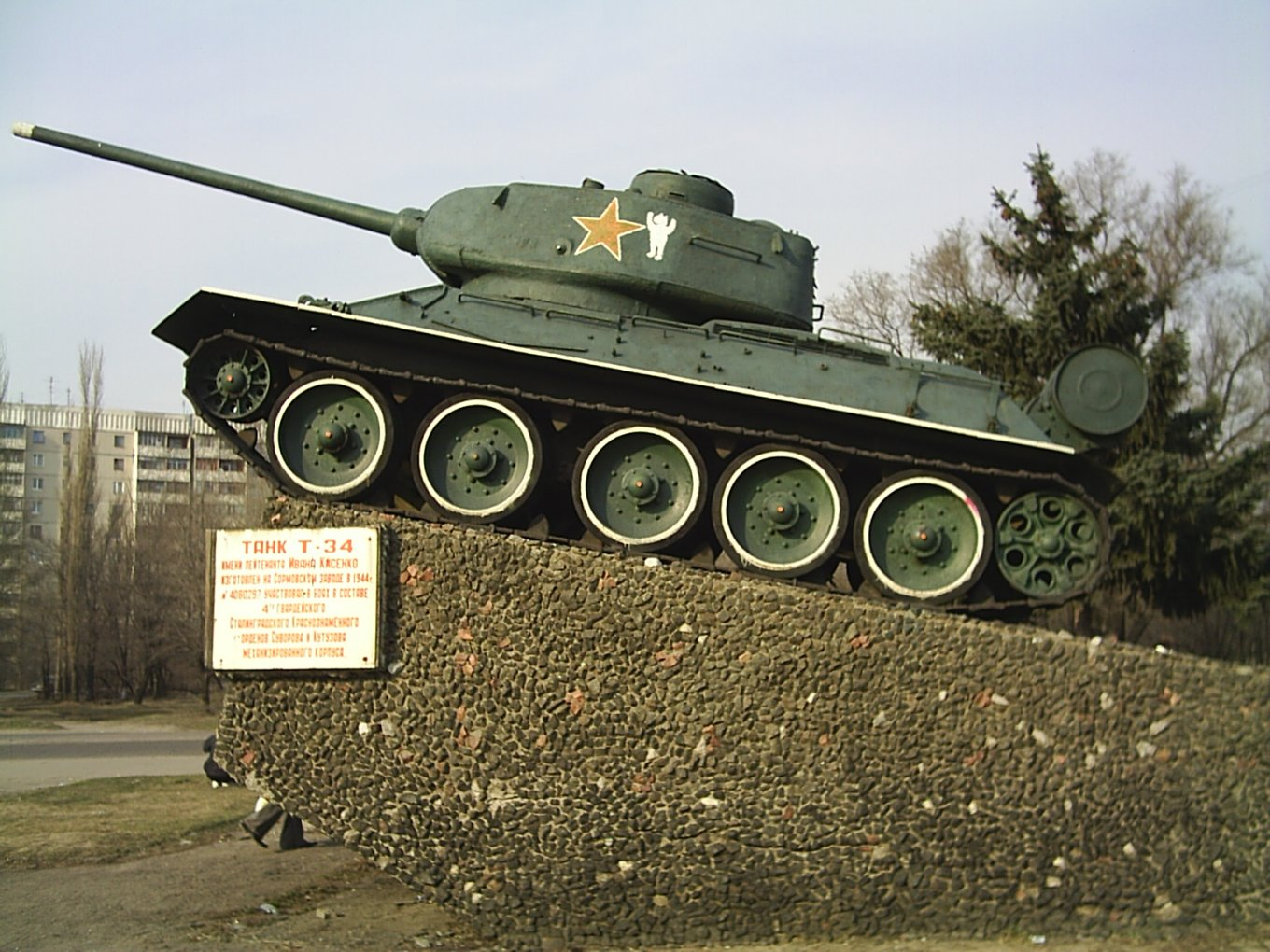
一輛曾參加二次大戰的蘇聯紅軍T-34/85坦克

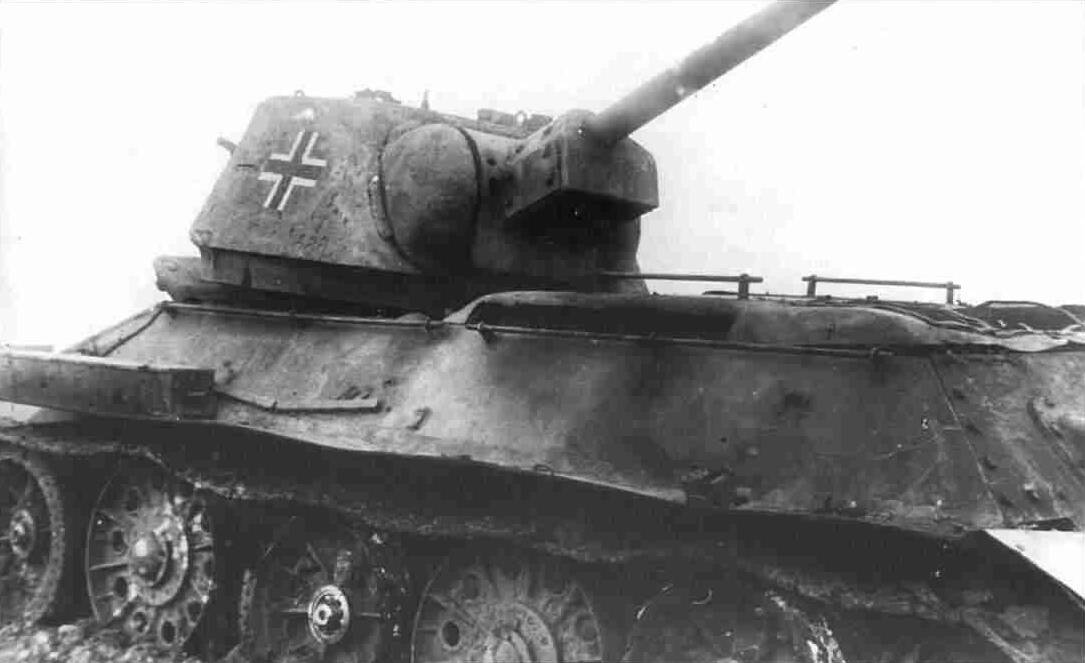
一輛已被德軍擄獲的T-34/76坦克，注意其大型十字標記

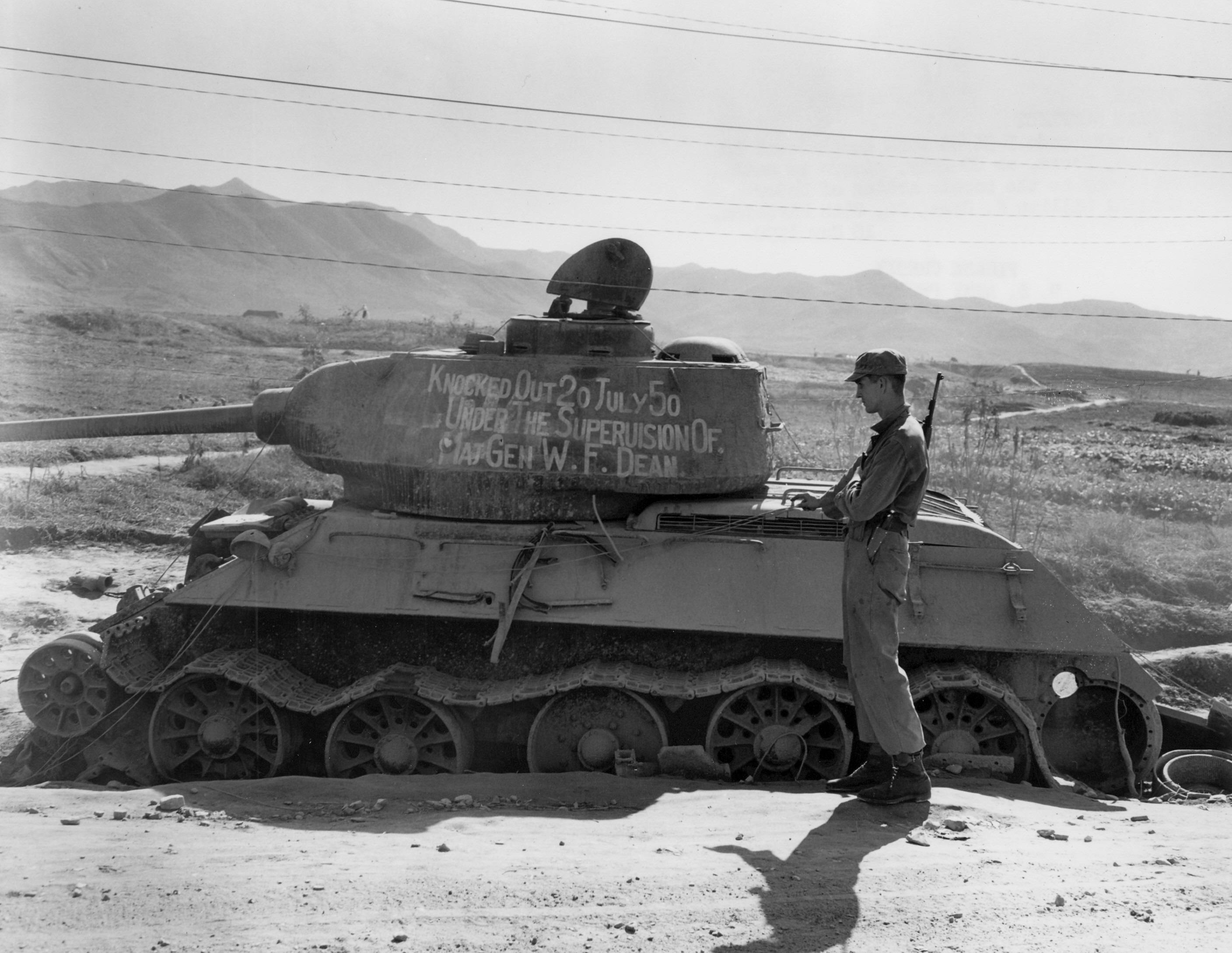
已被擊毀的北韓T-34/85坦克

蘇軍在二戰中大量使用了T-34坦克。根據蘇聯的戰術思路，以T-34坦克組成的機動部隊需要在突擊部隊撕開敵軍防線後，以極高的速度突入敵軍大後方，進行縱深作戰。因爲蘇聯缺少裝甲運兵車，T-34亦常常承擔運送步兵的任務:8:51。
1941年蘇德開戰時，蘇軍內共有967輛T-34坦克，大大超过了同期德国Ⅳ号坦克的数量:199。在蘇德戰爭前期，使用BR-350A式破甲彈的安裝F-34火炮的T-34坦克可以在任何距離上擊穿三號坦克，擊穿四號F型坦克對T-34坦克來說也並非難事。因三号坦克车体较小，爲此德軍不得不對尚有升级余地的四號坦克進行升級改造，加装更大口径的长身管火炮。
因苏联是德军闪电战中受攻击的一方，苏军战争初期的T-34虽有数量和性能的优势，却因缺乏弹药、燃料、训练有素的车手和有经验的指挥官，没有发挥大的作用，大多被被击毁、遗弃和被俘获。德军将俘获的T-34编为T-34-747(r)使用，同样因苏联将工厂后迁难以获得配件没有受到重视。
巴巴羅薩作戰中，德軍現役戰車的主炮（50mm火炮）都不能在500米的距離擊穿T-34，但T-34的F-34 76.2mm主炮卻能在1000米的距離擊穿德軍三號和四號戰車。而且其高航程和闊履帶更令T-34享有在俄國惡劣地貌上的高機動力。:237-238
從1942年下半年起，四號H型坦克陸續入役，其前裝甲厚達80毫米。不過，蘇軍不久也開始使用3千克重的BR-350P式硬芯穿甲彈（APCR），這種炮彈足以在500米距離上擊穿92毫米的裝甲。但隨着時間的推移，德軍的虎式坦克和豹式坦克於1942年至1943年間逐漸入役，T-34坦克的F-34型主砲面對這些坦克（的厚重裝甲）時已漸顯疲軟。因此，在T-34/85坦克出場以前，1943年時期的T-34坦克大部分時候都只能從側翼或後方獲得較佳的射擊角度與擊穿可能性。:113
T-34坦克的主要優勢在於其相對良好與快速的越野行進速度。在庫爾斯克戰役中，雖然T-34坦克損失慘重，但卻利用其速度與數量優勢有效阻遏了德軍對蘇軍突出部的大規模裝甲攻擊。
二戰後，T-34坦克曾經被蘇聯出口到多個國家中。蘇聯還曾經將T-34坦克的生產線轉移到自己的衛星國中。:43

### 其它國家
二戰後，蘇聯曾經向多國出口過T-34坦克。1948年8月韩国宣布成立，在美国占领军撤军时获得了价值约2亿美元的军用物资，韩国总统李承晚多方表示将北进统一。在南方威胁下同年9月朝鲜宣布成立，并以9吨黄金、40吨白银和1万5千吨矿石从苏联获得价值约1.4亿卢布的军用物资，其中包括150辆T-34。朝鲜的T-34坦克曾一度創下輝煌戰果。但在聯合國軍干涉朝鲜战争後，隨美軍的空袭和先進坦克以及反坦克武器的參戰，以T-34坦克爲主力的朝鲜裝甲軍逐漸喪失了主動權，損失殆尽:74。
此时因中国大陆的战事已近结束，中国本无对坦克的迫切需求，使用的仍是缴获的日、美式轻型坦克。随着1950年10月中國人民志願軍开始入朝作戰，依协议从苏联获得大量T-34/85坦克，不过因为联合国军在朝鲜半岛大部掌握制空权，这些T-34只有少部分入朝作战，大部分仍部署在东北境内，以防范战火烧过鸭绿江。。
此外，越南戰爭中，隸屬共產主義陣營的北越亦接收了T-34/85坦克。
随着新一代的T-54开始大批量生产和服役，六日戰爭後，T-34坦克逐漸淡出人們的視線，但仍活躍於諸如非洲的民族解放運動等小規模衝突之中。2013年，一些第三世界國家的T-34坦克仍處於現役狀態。2019年1月24日葉門內戰，胡德民兵以現代反坦克导弹摧毀一輛T-34/85坦克，是二戰坦克最新的戰損紀錄。

## 衍生型號
T-34坦克擁有諸如T-34/85、SU-100等衍生型號。不僅蘇聯，其它國家也曾經生產甚至獨立研發出自己的T-34坦克的衍生型號。本節僅介紹T-34/76、T-34/85、T-34/57、SU-85/SU-100的情況。

## 影響

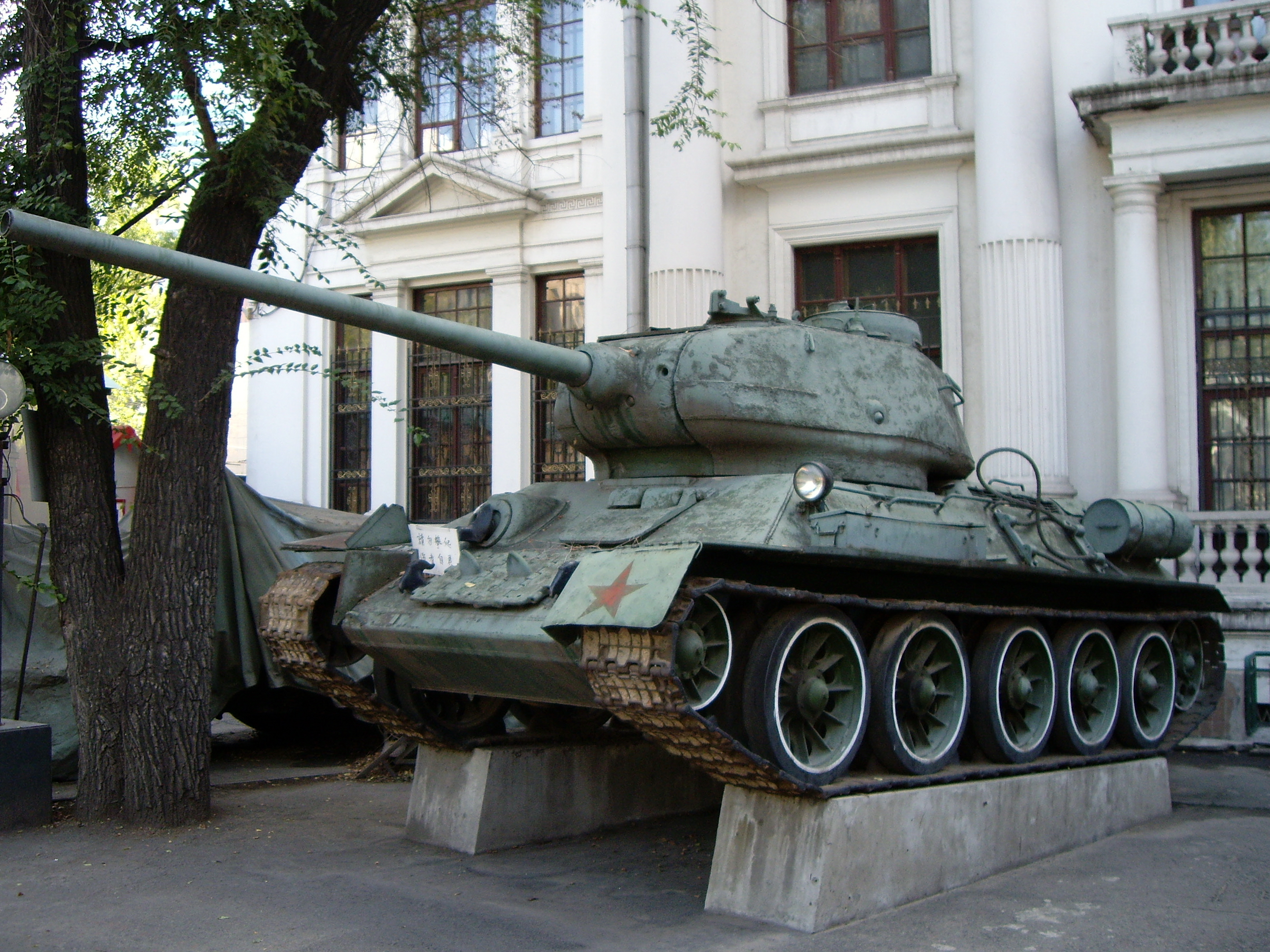
中國人民解放軍改造的T-34/85坦克

裝甲車輛設計方面，T-34坦克使多國設計師認識到傾斜裝甲的重要性。T-34坦克60°傾斜的前裝甲，意味著與一般垂直裝甲使用相同厚度的裝甲板時，60°傾斜裝甲的實際厚度可以為前者的兩倍，而且对于APC等弹种有近乎3.3倍的防御效果，但是其在一段时间里较为劣质的装甲影响了效果。而且傾斜的裝甲更容易引起跳彈而不被貫穿。在“T-34衝擊”中，德軍意識到傾斜裝甲的重要性，并在新開發的一系列坦克（如豹式坦克，虎2式坦克）上應用。甚至連意大利都吸取教訓，開發出帶傾斜裝甲的P 40坦克。T-34的後繼者如T-54、T-62等均具有良好避彈性能，帶領了坦克設計注重避彈性能的潮流。其次，T-34使坦克設計師們認識到寬履帶的重要性。在蘇德戰爭中，德軍原有坦克的窄履帶使得在俄國的雪地及沼澤中行軍變得苦不堪言。德軍新開發的一系列坦克（如豹式坦克，虎式坦克）上採用了寬履帶，減少接地壓力增加越野機動性。
二戰後，蘇聯人以T-34坦克爲基礎，研發出了T-44坦克和曾爲多國使用的T-54坦克。T-34坦克對後來的蘇聯坦克有着深遠的影響，被蘇聯及盟國稱爲是「現代坦克的先驅」。

## 用戶
以下的國家曾經使用過T-34坦克。截止到1996年，還有27個國家仍然在使用T-34坦克。這些國家會用「*」號標出。（若無註明，數據來自：:34）
| 歐洲和美洲 - 阿尔巴尼亚* - 奥地利 - 保加利亚* - 克羅埃西亞獨立國 - 賽普勒斯 - 捷克斯洛伐克 - 古巴* - 芬兰 - 繳獲而來 - 东德 - 希腊 - 匈牙利 - 納粹德國 - 繳獲而來 - 波蘭 - 羅馬尼亞* - 斯洛維尼亞 - 苏联 - 德涅斯特河沿岸 - 南斯拉夫 - 俄羅斯解放軍 - | 亞洲 - 阿富汗* - 柬埔寨* - 印度尼西亞 - 伊拉克 - 伊朗 - 以色列 - 繳獲而來 - 黎巴嫩 - 蒙古国 - 巴勒斯坦 - 繳獲而來 - 巴基斯坦 - 中华人民共和国 - 叙利亚 - 越南* - 南也門* - 北也門 | 非洲 - 安哥拉* - 刚果共和国* - 埃及 - 赤道几内亚* - 衣索比亞* - 几内亚* - 利比亞 - 莫桑比克* - 纳米比亚* - 索馬利蘭* - 苏丹* - 多哥* - 辛巴威* |

在2012年，大部分T-34坦克都處於封存狀態中，也有被當作輕型坦克或步兵支援坦克來使用的。在一些沒有更加現代化坦克的第三世界國家，T-34坦克被當作二線坦克甚至一線坦克來使用。
紅色：曾使用過T-34坦克，但現在T-34坦克已全數退役的國家

黑色：現在仍在使用T-34坦克的國家

粉色：最近曾經使用過T-34坦克的國家，但是目前無法肯定是否仍然在使用T-34坦克的國家

## 趣聞
納粹德國裝甲兵之父古德里安在T-34坦克出現後，認爲當時的德國坦克與T-34坦克存在很大差距。他曾經在1941年末這樣寫到：「前線的軍官們希望能直接仿製T-34坦克，他們認爲這是重振德軍裝甲部隊低落士氣的最快捷的方法。」，他本人也對直接仿製T-34坦克表示支持。但最後納粹德國並未推出任何T-34坦克的仿製型，因爲納粹德國缺少製造T-34所需的合金材料，納粹德國仿製T-34發動機的計畫也因爲種種原因而擱置。惟納粹德國將T-34坦克的部分技術應用到了豹式坦克、虎式坦克上。此外，T-34坦克的出現也使納粹德國加速了豹式坦克的研製進程:53:59:17。
在史達林格勒戰役中有過壯烈又荒謬的場景，例如戰車工廠的一部分被德軍步兵攻進來，蘇聯步兵則在廠區內進行頑抗，而工廠的另一部分T-34的生產線還在持續生產，許多剛下線的T-34引擎一發動就直接衝出去對抗德國人，這些馬上就近支援前線的T-34幾乎都沒做火砲歸零，甚至可能連砲彈都沒有裝載，導致許多T-34的生存時間常常可以用秒計算。
而因為戰事嚴苛導致T-34的生產品質一直無法提升，雖有8.4萬的生產數仍被德國擊毀接近5萬輛，但得益於其製作工藝堅固耐用，許多T-34都是在慘烈對抗戰後於夜間被拖回己方陣線連夜維修，隔日配上新的戰車組員就又可以繼續作戰，這讓車輛維修較難與人員補充不易的德國倍感壓力。蘇聯為此甚至有發展專用的洗車機專門來快速沖洗掉被擊毀戰車中的組員屍塊好方便後續維修工作，而車組員也偶爾會在車內不易清潔的角落發現前任組員殘留的屍塊。
2014年5月9日，乌克兰卢甘斯克州的一些民众把卢甘斯克市区一处建于1971年的二战纪念碑上的T-34/85坦克用吊车搬运下来并检修，随后参与了卢甘斯克的庆祝活动。

## 繼任者

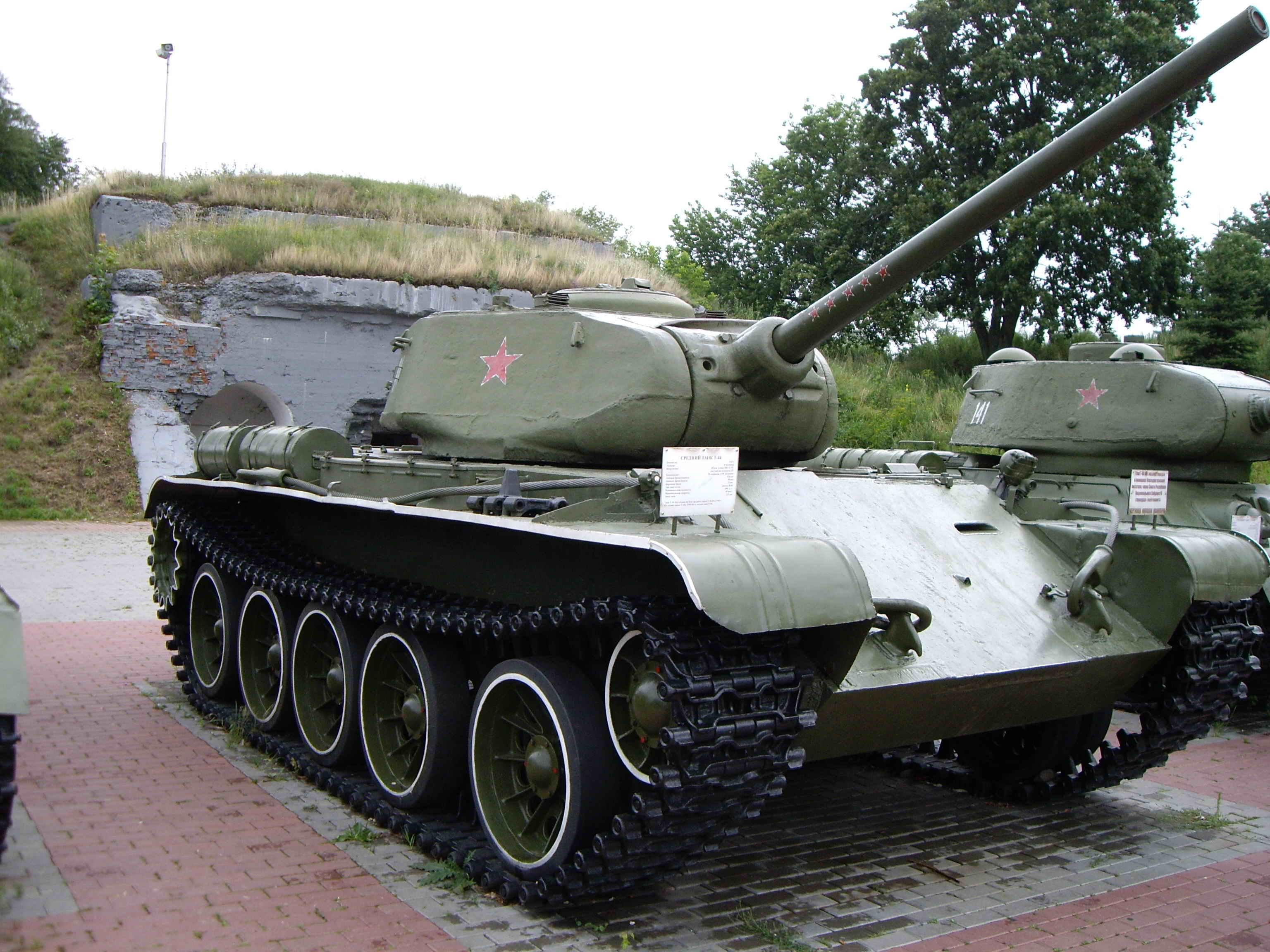
一輛T-44坦克

1944年，一個戰前就已經開始但於當時曾一度中止的T-34坦克提升計劃又重新啓動，這一計劃的研發成果是T-44坦克，T-44裝備的炮塔是以早先的T-34/85坦克的設計爲基礎設計的，安裝了橫置發動機和扭力杆懸掛，T-44相比起T-34/85來說，高度要低一些，在二戰結束前，一共有150-200輛T-44坦克下線，而於1947年投產的T-54坦克相比起T-44坦克也不過是在其基礎上大幅改進了傳動系統，安裝了一個裝有100毫米火炮的新式炮塔而已。

## 流行文化
- 少女與戰車：由以蘇聯爲原型的「真理高中」使用。
- 坦克世界：T-34坦克及其衍生型號作爲蘇聯線和中國線5階及6階坦克登場，最近版本中，七级车T34-100已经出现。
- 戰地風雲1942：選擇做蘇軍的玩家可以使用。
- 紫日：此電影重演了蘇軍出兵中國東北，當中蘇軍的T-34/85有和日本關東軍的九七式中戰車對戰的畫面。
- 大熔爐：作為解放軍步兵練習反坦克之用，其乘員祇有駕駛員和炮手。
- 白色虎式：2012年俄國電影，描述一位T-34的駕駛兵與一台鬼魂般的白色虎式對決的故事。
- 戰爭雷霆：T-34坦克及其衍生型號作爲蘇聯中坦線坦克登場。此外，為對抗鐵拳反戰車榴彈而加裝鐵絲網的車輛於遊戲中以附加"E"的型號作為金幣車輛販售，但實際上蘇聯是沒有賦予該種車輛型號的，且鐵絲網通常為士兵自行加裝。
- 應徵入伍：T-34戰車及其衍生型號作為蘇聯科技樹研發載具解鎖。
- 使命召唤：战争世界：苏军战役中最常见的武器，而且在其中一个关卡玩家亦可驾驶一辆由T-34改装的喷火坦克杀敌。
- 英雄與將軍：蘇聯坦克乘員玩家可由SU-76M坦克解鎖中型坦克T-34/76再解鎖T-34/85
- 俠盜獵車手V：玩家可以在位於洛波塔的廢棄場找到型號為T-34/85的廢棄坦克
- 蟻人：為漢克·皮姆的鑰匙圈
- 猎杀T-34:由Aleksey Sidorov执导的2019年俄罗斯战争电影。T-34是二战时期在苏联防御中使用的苏联中型战车。影片描述坦克指挥官尼古拉·伊武什金被德军俘虏后与新招募的坦克人员一起开着一辆T-34/85坦克逃出集中营的故事。

## 腳註

## 外部連結
- T34傳奇（页面存档备份，存于）
- T-34 MBT（英文）
- T-34 -烟尘下的猎手（页面存档备份，存于）
- 沈阳开出全国首辆消防坦克 （页面存档备份，存于）
- 被德軍繳獲的T-34（页面存档备份，存于）
- YouTube上的(film)